# Ostatni bohater
Ostatni bohater (ang. Last Hero) – humorystyczna powieść fantasy Terry’ego Pratchetta, wydana w 2001 r. Jest to dwudziesta siódma część długiego cyklu Świat Dysku. Tom ten wydany został, tak jak wcześniej Eryk, w większym niż zwykle formacie i z wieloma ilustracjami Paula Kidby’ego (który został głównym ilustratorem książek Pratchetta po śmierci Josha Kirby’ego). W Polsce książka ta ukazała się w 2003, z pominięciem oryginalnej chronologii cyklu (po Maskaradzie zamiast po Złodzieju czasu), w tłumaczeniu Piotra W. Cholewy. Jest to siódma część podcyklu o przygodach Rincewinda, maga-nieudacznika.
W roku 2010 książka była niedostępna w polskich księgarniach, a na rynku wtórnym egzemplarze używane osiągały cenę kilkuset złotych.
Książka opowiada o tym, jak sześciu podstarzałych bohaterów (tzw. Srebrna Orda), postępujących według specyficznego bohaterskiego kodeksu, chciało zniszczyć bogów – odwrotnie niż Mazda, dyskowy odpowiednik Prometeusza, oddając im ogień (w postaci bomby). Nie wiedzą, że mogą w ten sposób doprowadzić do zagłady całego świata. Specjalnie wybrani ludzie – Rincewind, kapral Marchewa i znany geniusz Leonard z Quirmu zostają wysłani z misją powstrzymania Srebrnej Ordy w „kosmicznym” statku. Na pokładzie w podróż dookoła Dysku wyrusza z nimi pasażer na gapę – Bibliotekarz. Występuje tu wiele nawiązań do pierwszych lotów na Księżyc.